# Umut Sözen
Umut Sözen (* 27. Januar 1990 in Izmir) ist ein türkischer Fußballspieler, der für Fethiyespor spielt.

## Karriere

### Verein
Sözen begann mit dem Vereinsfußball in der Jugend von Altay Izmir. Im Sommer 2006 wurde er hier Profi-Spieler und kam als zweiter Torwart zu einigen Einsätzen. Im Dezember 2008 erkämpfte er sich die Position des Stammtorwarts.
Nach zwei Jahren bei der ersten Mannschaft von Altay Izmir wechselte er zum Süper-Lig-Verein Ankaraspor. Hier spielte er eine Saison für die Reservemannschaft und kam erst in der Saison 2008/09 auch für das Profi-Team sporadisch zu Einsätzen.
Zur Winterpause 2009/10 wurde er an den Ligakonkurrenten ausgeliehen. Am Saisonende wechselte er dann samt Ablöse zu MKE Ankaragücü.
Nachdem Ankaragücü wegen finanzieller Engpässe die Spielergehälter nicht bezahlen konnte, wurde Umut Sözen vertragsbedigt freigestellt. Daraufhin wechselte er zur Wintertransferperiode 2011 zu Kayserispor. Zur Rückrunde der Spielzeit 2012/13 wechselte er zum Ligakonkurrenten Kardemir Karabükspor. Für die Spielzeit 2013/14 wurde Özen an den Zweitligisten Manisaspor ausgeliehen. Bereits zur nächsten Winterpause kehrte Sözen zu seinem alten Verein zurück. Für die Rückrunde verlieh ihn sein Verein dann an Adana Demirspor. Am Saisonende wechselte er samt Ablöse zu diesem Verein.
Zur Saison 2016/17 verpflichtete ihn der Zweitligist Altınordu Izmir. In der Sommertransferperiode 2017 wechselte er zum Drittligisten Fethiyespor, nachdem er das vorherige halbe Jahr beim Erstligisten verbracht hatte.

### Nationalmannschaft
Sözen spielte zweimal für die türkische U-17, viermal für die U-19 und dreimal für die U-21 Jugendnationalmannschaft. Zudem spielte er 2011 einmal für die zweite Auswahl der türkischen Nationalmannschaft.